# Zapovednik Medobory
Zapovednik Medobory (Oekraïens: Природний заповідник Медобори; Russisch: Природный заповедник Медоборы) is een strikt natuurreservaat gelegen in de oblast Ternopil van Oekraïne. De oprichting tot zapovednik vond plaats op 8 februari 1990 per decreet (№ 25/1990) van de Raad van Ministers van de Oekraïense SSR. Op 20 september 2000 werd Zapovednik Medobory uitgebreid tot zijn huidige oppervlakte van 105,21 km² en bestaat uit twee clusters.

## Deelgebieden
Zapovednik Medobory bestaat uit twee deelgebieden:
- Medobory (Медобори) - Heeft een oppervlakte van 95,21 km².[1]
- Kremenetski Hory (Кременецькі гори) - Heeft een oppervlakte van 10 km².[1]

## Kenmerken
Zapovednik Medobory is gelegen in de historische regio Podolië en vormt als het ware een noordelijke voortzetting van Nationaal Park Podilski Tovtry. De formatie van de kalksteenrotsen in het gebied vond 15 à 20 miljoen jaar geleden plaats langs de kustlijn van een oeroude oceaan. Deze kalksteenformaties, gevormd door gefossiliseerde weekdieren en andere organismen, hebben het karakter van een barrière en vormen tegenwoordig een karstlandschap. Zapovednik Medobory omvat verscheidene grotten en andere typische karstelementen. Een groot deel van het gebied (± 93%) is bedekt met loofbossen, waarin soorten als zomereik (Quercus robur), haagbeuk (Carpinus betulus), beuk (Fagus sylvatica) en es ('Fraxinus excelsior) de belangrijkste bosvormers zijn. De flora van het reservaat bestaat uit circa 1.000 soorten vaatplanten.

## Dierenwereld
In het reservaat zijn 47 zoogdiersoorten vastgesteld. Grotere zoogdieren zijn het ree (Capreolus capreolus), wild zwijn (Sus scrofa) en vos (Vulpes vulpes). Zoogdieren die op de Oekraïense rode lijst van bedreigde soorten staan zijn de das (Meles meles), wezel (Mustela nivalis) en vier vleermuissoorten. Opmerkelijk zijn de vleermuizen die leven in de grot Perlyna. Hier leeft een grote kolonie vale vleermuizen (Myotis myotis) — een soort die op zowel de Oekraïense als Europese rode lijst van bedreigde soorten staat. Het is ook een broedgebied voor zeldzame vogels als dwergarend (Hieraaetus pennatus), schreeuwarend (Clanga pomarina) en oehoe (Bubo bubo).
...
Askania-Nova · 
Doenajsky · 
Gorgani · 
Karpaten · 
Loehansky · 
Medobory · 
Oekraïense Steppe · 
Tsjernobyl · 
Zwarte Zee
...